# Dolmen de la Pierre Plate
Le dolmen de la Pierre Plate (ou allée couverte de la Pierre Plate, ou simplement Pierre Plate) est une allée couverte située à Presles, dans le Val-d'Oise.

## Historique
Le monument est connu depuis le Moyen Âge, époque où le site n'était pas boisé mais cultivé. Une première fouille y fut entreprise en 1912-1913. Plus tard, Paul de Mortillet, Fouju et Bossavy s'intéressèrent au site mais sans le fouiller véritablement. Bernard Bottet fouilla complètement le monument en 1926. Il fut classé au titre des monuments historiques le 19 octobre 1932,. Il a été restauré en 1970-1971.

## Description

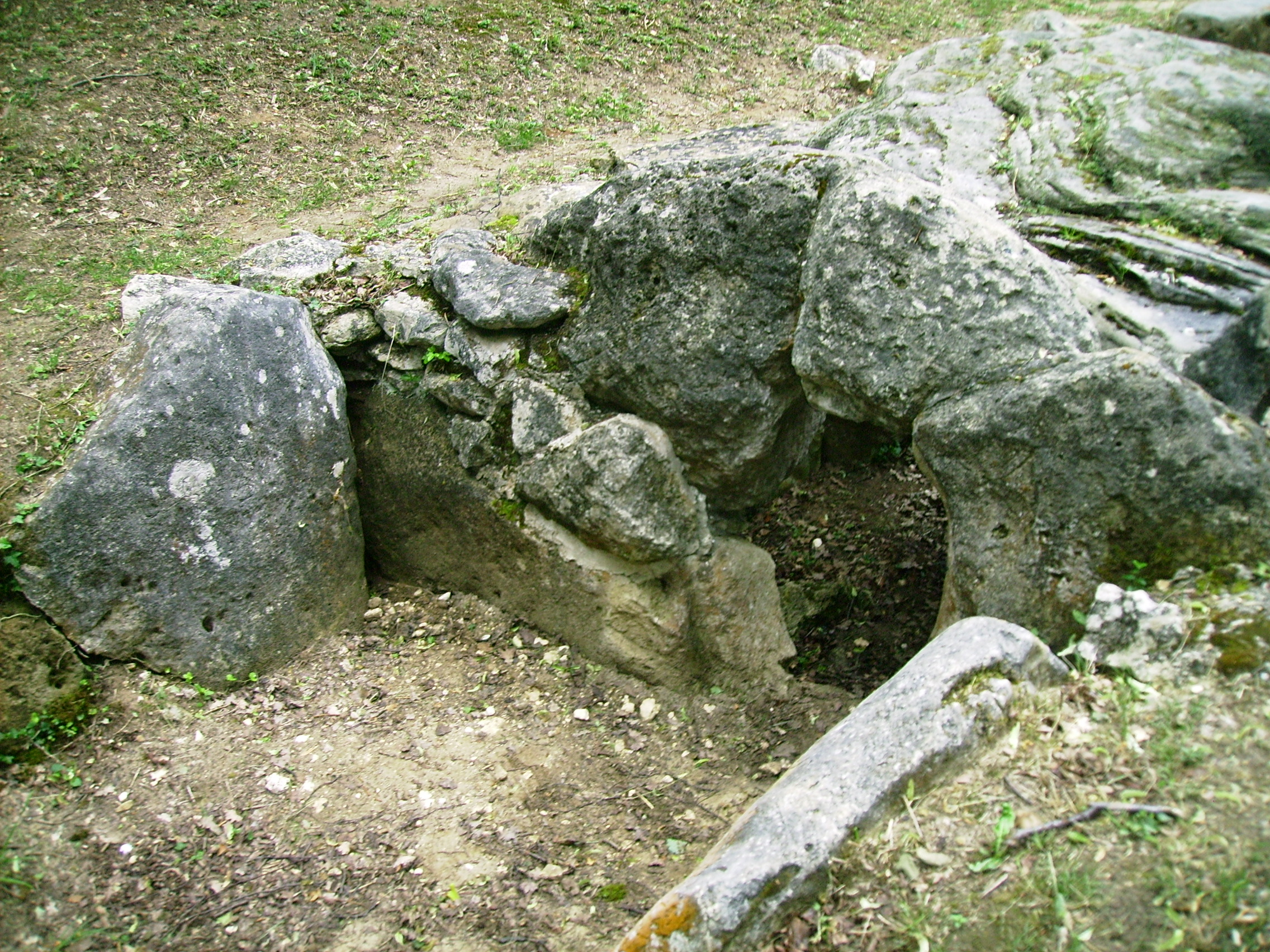
L'antichambre de l'allée couverte.

La Pierre Plate fut édifiée au centre d'un plateau à 85 m d'altitude. C'est une allée couverte composée d'une chambre et d'une antichambre. Elle est orientée selon un axe sud-ouest/nord-est, avec une entrée ouvrant au nord-est.
La chambre mesure 10,90 m de longueur. Sa largeur varie de 2,50 m à l'entrée et au milieu, à 1,80 m au chevet, pour 1,75 m de hauteur moyenne. Le chevet est constitué d'une unique dalle (2 m de hauteur pour 2,30 m de largeur) à la surface plane. Les côtés sont délimités par des orthostates, huit côté est et sept côté ouest, aux formes irrégulières, de taille moyenne, certains reposant sur un soubassement en pierres sèches. Les intervalles entre dalles ont été comblés par des dallettes cimentées de terre. Le sol était soigneusement dallé hormis sur une bande traversante de 0,50 m de largeur à 2,40 m du chevet.
La chambre était recouverte, à l'origine, de cinq tables de grandes dimensions et de trois dalles plus petites accolées ensemble vers le fond de l'allée. Seules trois dalles de couvertures sont encore présentes. La première table près de l'entrée comporte sur sa face intérieure un polissoir. La seconde table a disparu, la troisième est brisée en plusieurs morceaux, la quatrième est toujours en place, la cinquième s'est affaissée avec ses supports. Il semble que les interstices entre les tables étaient eux-aussi comblés par des plaquettes cimentées de terre.
L'antichambre mesure 2,40 m de longueur sur 2 m de largeur. Elle est délimitée par deux orthostates sur chaque côté. Le sol s'élève progressivement vers l'extérieur, il n'était pas dallé.
La dalle d'entrée est une dalle massive (3,30 m de largeur, 1,70 m de hauteur et 0,35 m d'épaisseur). Elle est percée d'une ouverture rectangulaire (0,63 m de largeur sur 0,82 m de hauteur) aux angles arrondis. Elle comporte une feuillure percée de part et d'autre de l'ouverture de petits trous vraisemblablement destinés à la bloquer à l'aide de bâtons. Une cavité naturelle située à la base de la dalle côté intérieur a été interprétée par Bottet comme étant le récipient d'une lampe. Le bouchon fermant ce trou d'homme n'a pas été retrouvé.
Toutes les dalles utilisées sont en calcaire ou en  grès, roches d’origine locale.

## Fouille archéologique
La chambre contenait une couche, mélangeant ossements et sable sur une épaisseur moyenne de 0,30 m, le tout recouvert de pierres plates disposées sans soin particulier. Bottet découvrit deux dépôts de cendre ne correspondant pas à des foyers (absence de traces de brûlures). Le premier était situé directement sur le sol dallé sur un espace de 1 m de long sur 0,50 m de large. il contenait des os non brulés qui n'ont pas été identifiés. Le second dépôt  était situé au milieu de la chambre sur les pierres recouvrant la couche archéologique; il ne contenait aucun ossement. Selon Bottet, l'antichambre fut comblée avec un remblai de terre dès l'époque néolithique.
Le regroupement des os longs en fagots sur les bords de la chambre et le regroupement des crânes (78) par petits groupes traduisent une volonté délibérée de rangement systématique ayant permis d’accueillir des dépôts funéraires successifs correspondant à une centaine de personnes. Plusieurs crânes comportent des traces d'interventions chirurgicales (trépanation, réduction de l'épaisseur par raclage) suivies de guérison. De même, des tibias et un fémur présentent des traces de fractures ou blessures qui ont été soignées.
Le mobilier a été retrouvé dans la couche archéologique de la chambre, entre le dallage du sol et le dallage supérieur, au niveau du sol de l'antichambre et aux abords de l'antichambre :
| Mobilier                                     | Chambre | Antichambre                                                                                            |
| -------------------------------------------- | --- | --- |
| Silex                                        | - petite hache et talon de hache - 3 retouchoirs, 1 grattoir, 2 perçoirs - 5 couteaux, 1 poignard - pointes de flèches (tranchantes, à pédoncule et ailerons) - percuteur, lamelle - nombreux éclats | - 4 haches polies et talon de hache - 2 retouchoirs - pointes de flèches tranchantes - nombreux éclats |
| Éléments de parure                           | - 2 pendentifs arciforme en schiste, 1 pendeloque - galet perforé - petites perles en nacre - grosse perle en os - amulette en os - coquillage (cardium et huître)                                   | |
| Outils en os                                 | - 4 poinçons - gaine de hache en bois de cerf | - grand poinçon - ciseaux - masse en bois de cerf                                                      |
| Céramique                                    | - fragments d'un vase à profil caréné - tessons d'un vase à pâte fine - fragments d'un grand vase | - fragments de 2 vases décorés de ponctuations - vase entier type « pot-de-fleurs » - tessons          |
| Source : Inventaire des mégalithes de France | | |

Au total, près de 285 éclats de silex ont été découverts. Selon Bottet, seule une pointe de flèche tranchante avait été déposé volontairement dans la chambre, toutes les autres y ont été introduites involontairement avec des remblais de terre dès le Néolithique. L'ensemble du mobilier est conservé dans la collection Bottet au Musée départemental de Préhistoire d'Île-de-France.
Des ossements d'animaux (blaireau, cerf, mouton, bœuf, castor, sanglier) furent aussi découvert au niveau du sol de l'antichambre.